# Trois pièces pour piano (Roussel)
Pour les articles homonymes, voir Trois pièces pour piano.
Trois pièces pour piano est une œuvre pour piano d'Albert Roussel composée en 1933.

## Présentation
Les Trois pièces pour piano sont la dernière composition pianistique d'Albert Roussel. L’œuvre est écrite entre août et novembre 1933 et constitue pour Harry Halbreich un « bref mais important recueil ». Pour Guy Sacre, c'est le « chef-d’œuvre du piano de Roussel, qui résume admirablement son évolution ». 
La partition est publiée par Durand en 1934,.    
Les Trois Pièces sont dédiées au pianiste et compositeur Robert Casadesus,. 
La création se déroule à Paris, à l'École normale de musique, le 14 avril 1934, dans le cadre d'un concert de la Société nationale de musique, avec le dédicataire au piano,. 

## Structure
L’œuvre, d'une durée moyenne d'exécution de huit minutes environ, comprend trois mouvements :
1. Allegro con brio à 
 ( = 126) ;
2. Allegro grazioso à 
 ( = 56), « Tempo di Valz » ;
3. Allegro con spirito à 
 ( = 120).

## Analyse
Les Trois pièces sont, d'après le musicologue Harry Halbreich, « d'une perfection sans faille en leur dépouillement tout classique » et débordent « de cette vie frémissante, de cette jeunesse bondissante et dionysiaque » caractéristiques de la production tardive de Roussel.
La première pièce, Allegro con brio, est en ut majeur. C'est une sorte de toccata, une marche rapide au caractère « musclé, carré, tout en blocs d'accords percussifs, en dissonances truculentes » pour Halbreich. Selon Alfred Cortot, ce « préambule sonore et truculent » rappelle l'humour de Chabrier.   
La deuxième pièce, Allegro grazioso, est en fa majeur. C'est une valse « flexible et nonchalante, aux séductions capricieuses », « dont le rythme capricieux s'infléchit sournoisement aux coquetteries et aux alanguissements d'un mouvement de valse ». Elle évoque les Valses nobles et sentimentales de Ravel.   
La troisième pièce, Allegro con spirito, est la plus longue du recueil. Elle est tripartite, commence et finit par une sorte de scherzo en ut majeur, « d'une légèreté enjouée », qui encadre un intermède Andante en la bémol majeur, passage très expressif, « d'un sentiment grave et émouvant », l'une « des inspirations les plus lyriques du piano de Roussel » pour Guy Sacre.   
Les Trois Pièces portent le numéro d'opus 49 et, dans le catalogue des œuvres du compositeur établi par la musicologue Nicole Labelle, le numéro L 62.   

## Discographie
- « Albert Roussel, l'intégrale pour piano », Lucette Descaves (piano), 2 disques 33t, Versailles MEDX12011 et MEDX12012, 1959[8],[9].
- « Albert Roussel, intégrale de l'œuvre pour piano », 2 disques 33t, Jean Boguet (piano), Belvédère BEL 1111 et BEL 1112, 1969[10],[9].
- « Albert Roussel, l'Œuvre de piano », Alain Raës (piano), Solstice 3D 8005, Paris, 20-22 octobre 1979.
- Roussel : Promenade sentimentale, Complete Piano Music, Emanuele Torquati (piano), Brilliant Classics 94329, 2012[11].
- Roussel : Piano Music Vol. 1, Jean-Pierre Armengaud (piano), Naxos 8.573093, 2013[12].
- Albert Roussel Edition, CD 1, Jean Doyen (piano), Erato 0190295489168, 2019[13].

### Ouvrages généraux
- Alfred Cortot, La Musique française de piano, Paris, Presses Universitaires de France, coll. « Quadrige » (no 25), 1981 (1re éd. 1937), 764 p. (ISBN 2-13-037278-3, OCLC 612162122, BNF 34666356), « L'œuvre pianistique d'Albert Roussel », p. 591–617.
- Michel Duchesneau, L'Avant-garde musicale et ses sociétés à Paris de 1871 à 1939, Paris, Mardaga, 1997, 352 p. (ISBN 2-87009-634-8), p. 297.
- Harry Halbreich, « Albert Roussel », dans François-René Tranchefort (dir.), Guide de la musique de piano et de clavecin, Paris, Fayard, coll. « Les Indispensables de la musique », 1987, 867 p. (ISBN 978-2-213-01639-9, OCLC 17967083), p. 621-624.
- Guy Sacre, La musique pour piano : dictionnaire des compositeurs et des œuvres, vol. II (J-Z), Paris, Robert Laffont, coll. « Bouquins », 1998, 2998 p. (ISBN 978-2-221-08566-0), p. 2335-2345.

### Monographies
- Nicole Labelle, Catalogue raisonné de l'œuvre d'Albert Roussel, Louvain-la-Neuve, Département d'archéologie et d'histoire de l'art, Collège Érasme, coll. « Publications d'histoire de l'art et d'archéologie de l'Université catholique de Louvain » (no 78), 1992, 159 p.
- Hélène Pierrakos, « Catalogue des œuvres », dans École normale de musique de Paris, Jean Austin (dir.), Albert Roussel, Paris, Actes Sud, 1987, 125 p. (ISBN 2-86943-102-3), p. 46–95.
- Damien Top, Albert Roussel, Paris, Bleu nuit éditeur, coll. « Horizons » (no 53), 2016, 176 p. (ISBN 978-2-35884-062-0), p. 139.